# Lubuk Batang Baru
Lubuk Batang Baru is een bestuurslaag in het regentschap Ogan Komering Ulu van de provincie Zuid-Sumatra, Indonesië. Lubuk Batang Baru telt 4030 inwoners (volkstelling 2010).